# 27. pehotni polk (Avstro-Ogrska)
Za druge 27. polke glejte 27. polk.
27. pehotni polk (izvirno nemško Infanterie-Regiment Nr. 27; dobesedno slovensko: Pehotni polk št. 27) je bil pehotni polk avstro-ogrske skupne vojske.

## Poimenovanje
- Steirisches Infanterie Regiment »Albert I. König der Belgier« Nr. 27/Štajerski pehotni polk »Albert I. kralj Belgijcev« št. 27
- Infanterie Regiment Nr. 27 (1915 - 1918)

## Zgodovina
Polk je bil ustanovljen leta 1682. 

### Prva svetovna vojna
Polkovna narodnostna sestava leta 1914 je bila sledeča: 94% Nemcev in 6% drugih. Naborni okraj polka je bil v Gradcu, pri čemer so bile polkovne enote garnizirane sledeče: Ljubljana (štab, I., II., IV. bataljon) in Gradec (III. bataljon).
Med prvo svetovno vojno se je polk bojeval tudi na soški fronti.
V sklopu t. i. Conradovih reform leta 1918 (od junija naprej) je bilo znižano število polkovnih bataljonov na 3.

## Organizacija
1918 (po reformi)
- 1. bataljon
- 2. bataljon
- 3. bataljon

## Poveljniki polka
- 1859: Wilhelm von Württemberg[8]
- 1865: Franz von Vlasits[9]
- 1879: Hugo von Lauer[10]
- 1908: Martin Radčević[11]
- 1914: Karl Weber[1]